# Замостський повіт
Замостський повіт (або Замістський, Замостівський, Замойський, пол. Powiat zamojski) один з 20 земських повітів Люблінського воєводства Польщі, з центром у м. Замостя. Утворений 1 січня 1999 року під час адміністративної реформи.

## Загальні дані
Повіт знаходиться у південній та центральній частині воєводства.
Адміністративний центр — місто Замостя (має статус міста на правах повіту, до складу повіту не входить).
Станом на 1.01.2008 населення становить 109 867 осіб, площа 1870,29 км².

## Демографія
Демографічні дані повіту станом на 30.06.2005:
|       | Всього  | Всього | Жінки  | Жінки | Чоловіки | Чоловіки |
| ----- | ------- | ------ | ------ | ----- | -------- | -------- |
|       | осіб    | %      | осіб   | %     | осіб     | %        |
| Повіт | 110 596 | 100    | 56 163 | 50,8  | 54 433   | 49,2     |
| Міста | 11 697  | 100    | 6069   | 51,9  | 5628     | 48,1     |
| Села  | 98 899  | 100    | 50 094 | 50,7  | 48 805   | 49,3     |

## Історія
Новопосталою польською владою у листопаді 1918 р. відновлений колишній Замостський повіт Люблінської губернії у межах до 1912 р. (до приєднання територій з переважним українським населенням до новоутвореної Холмської губернії). 14 серпня 1919 року включений до новоутвореного Люблінського воєводства.
За офіційним переписом населення Польщі 10 вересня 1921 року населення повіту становило 142 614 осіб (68 725 чоловіків та 73 889 жінок), налічувалося 19 607 будинків. Розподіл за релігією: 119 769 римо-католиків (83,98 %), 17 225 юдеїв (12,08 %), 5441 православних (3,82 %), 126 греко-католиків (0,09 %), 34 євангельських християн, 19 нерелігійних. Розподіл за національністю: 129 901 поляків (91,06 %), 11 756 євреїв (8,24 %), 854 українців (0,6 %), 103 особи інших національностей (0,07 %).
1 січня 1923 р. з повіту вилучені ґміни (волості) Фрамполь і Горай, які були приєднані до Білгорайського повіту.
1 січня 1925 р. з ґміни Нова-Осада вилучений фільварок Топорніце і включений до ґміни (волості) Мокре.
1 квітня 1929  р. села Грушка Запорська, Заколоддя і Гай Грушанський з фільварком Грушка Запорська передані з ґміни Сулів до ґміни Радечниця, а село Високе з ґміни Грабовець Грубешівського повіту передане до ґміни Скербешів.
Розпорядженням міністра внутрішніх справ 8 січня 1934 р. з ґміни Нова-Осада вилучені колонії Каролювка (або Свинки) і Яновіце Мале та фільварок Каролювка (або Свинки) і включені до Замостя.
Розпорядженням міністра внутрішніх справ 28 березня 1934 р. територія міста Щебрешин розширена шляхом вилучення з сільської ґміни Сулів фільварку Бодачів і фабричного селища цукроварні Клеменса та приєднання їх до міста.
Відповідно до договору про радянсько-польський кордон 1945 року, Замостський повіт, як і вся Холмщина, увійшов до складу Польщі. 9 вересня 1944 року в Любліні за вказівкою верховної радянської влади було укладено угоду між Польським комітет національного визволення та урядом УРСР, що передбачала польсько-український обмін населенням. До 1945 року в повіті проживало близько 8000 національно свідомих українців та понад 10 тис. полонізованих. За радянськими оцінками у 1944—1946 роках, у повіті налічувалося від 5,4 тис. до 5,8 тис. українців (перша оцінка — 22 тис.), які підлягали переселенню до УРСР. З 15 жовтня 1944 по серпень 1946 року в Україну зі Замостського повіту було депортовано 5480 осіб (з 5845 взятих на облік до виселення).